# Ewa Guziołek-Tubelewicz
Ewa Regina Guziołek-Tubelewicz (29 września 1958 r. we Wrocławiu) – polska reżyser dźwięku, specjalizująca się w realizacji nagrań muzyki poważnej, folkowej, elektronicznej i eksperymentalnej. Odznaczona Krzyżem Wolności i Solidarności.

## Kariera
Jest absolwentką Wydziału Reżyserii Dźwięku Akademii Muzycznej w Warszawie, który ukończyła w 1982 roku. Od 1983 roku pracuje w Polskim Radiu, początkowo w Studiu Eksperymentalnym, gdzie zajmowała się realizacją muzyki elektronicznej i komputerowej.
W latach 1984-1989 była asystentką na Wydziale Reżyserii Dźwięku swojej macierzystej uczelni. Współpracowała z radiową orkiestrą jazzową Andrzeja Trzaskowskiego od września 1990 roku. W swoim dorobku ma liczne nagrania muzyki filmowej, m.in. do filmów "Chopin - Pragnienie miłości" w reżyserii Jerzego Antczaka, "Dwa księżyce" i "Kawalerskie życie na obczyźnie" w reżyserii Andrzeja Barańskiego, a także do spektakli Teatru Telewizji, takich jak "Moja córeczka" Andrzeja Barańskiego.
Ewa Guziołek-Tubelewicz specjalizuje się również w rekonstrukcji starych nagrań. Jej prace obejmują m.in. płyty wydane przez Polskie Radio: "Poezja śpiewana Bułata Okudżawy", album Andrzeja Hiolskiego oraz nagrania z muzyką Krzysztofa Komedy. Zajmuje się także masteringiem, przygotowując płyty z serii "Dyrygenci polscy" oraz albumy z muzyką folkową i klasyczną. 
Jej realizacje były wielokrotnie nagradzane na międzynarodowych konkursach. Przykładowo, "Triple Concerto" Ryszarda Szeremety otrzymało II nagrodę na Ear 95 International Electroacoustic Competition w Budapeszcie, a projekt audiowizualny "Wariacje na temat Mondriana" Jarosława Kapuścińskiego zdobył nagrody na International Forum I Festival of New Images w Locarno oraz UNESCO Prix De La Recherche w 1991 roku. 
W latach 1982-1985 prowadziła w swoim mieszkaniu w Warszawie punkt kolportażu podziemnych wydawnictw, m.in. pism "Tygodnik Mazowsze" i "CDN", a także książek wydawnictw niezależnych.